# Kanton Nantua
Kanton Nantua (fr. Canton de Nantua) je francouzský kanton v departementu Ain v regionu Rhône-Alpes. Skládá se z 18 obcí. Před reformou kantonů 2014 se skládal z 12 obcí.

## Obce kantonu
od roku 2015:
- Apremont
- Béard-Géovreissiat
- Belleydoux
- Bellignat
- Brion
- Charix
- Échallon
- Géovreisset
- Groissiat
- Lalleyriat
- Maillat
- Martignat
- Montréal-la-Cluse
- Nantua
- Les Neyrolles
- Le Poizat
- Port
- Saint-Martin-du-Frêne

před rokem 2015:
- Apremont
- Brion
- Charix
- Géovreissiat
- Lalleyriat
- Maillat
- Montréal-la-Cluse
- Nantua
- Les Neyrolles
- Le Poizat
- Port
- Saint-Martin-du-Frêne